# Gianina Krucker
Gianina Krucker (* 31. Dezember 1998 in Samedan, Graubünden, Schweiz als Gianina Ernst) ist eine ehemalige deutsch-schweizerische Skispringerin (Doppelstaatsbürgerschaft), die seit 2013 für Deutschland startete. Sie ist die Tochter des deutschen Skispringers Joachim Ernst und der Schweizer Langläuferin Cornelia Thomas.

## Werdegang
Am 2. März 2013 startete Gianina Ernst erstmals im Continental Cup und erreichte auf der Fichtelbergschanze in Oberwiesenthal den 15. Platz. In der Gesamtwertung belegte sie den 24. Rang. Bis Juni 2013 startete sie für den Schweizer Skiverband, entschied sich dann aber für einen Nationenwechsel, um ein Team weiterer Sportlerinnen um sich zu haben. Sie besuchte seither das Sportinternat in Oberstdorf, während die Familie in Winterthur wohnt.
Zum Auftakt der Alpencup-Saison 2013/14 gewann Ernst beide Springen in Pöhla und den zweiten Platz beim vierten Wettbewerb auf der Ochsenkopfschanze in Bischofsgrün. In der Sommersaison des Continental Cups absolvierte sie beide Wettbewerbe in Lillehammer und erreichte den neunten sowie den sechsten Rang, womit sie in der Endwertung Platz sieben belegte. Bei den Deutschen Meisterschaften 2013 in Oberstdorf gewann sie in der Kategorie Junioren Silber und in der Damenklasse Bronze.
Bei ihrem ersten Einsatz im Skisprung-Weltcup am 7. Dezember 2013 in Lillehammer erreichte Ernst gemeinsam mit Daniela Iraschko-Stolz den zweiten Rang und damit auch ihr erstes Weltcup-Podium. Durch diese Platzierung qualifizierte sie sich für die Teilnahme an den Olympischen Winterspielen 2014 in Sotschi und war mit 15 Jahren die jüngste Teilnehmerin der Olympischen Spiele in Russland. Wäre sie nur vier Stunden später geboren, dann wäre sie nicht startberechtigt gewesen. In Sotschi sprang sie auf den 28. Platz.
Bei der Junioren-WM in Almaty gewann Gianina Ernst mit ihren Teamkolleginnen Henriette Kraus, Anna Rupprecht und Pauline Heßler Gold im Mannschaftswettbewerb. Im Einzelspringen belegte sie Platz zehn.
Bei den Junioren-Weltmeisterschaften 2017 in Park City, Utah, gewann Ernst im Mannschaftswettbewerb zusammen mit Agnes Reisch, Luisa Görlich und Pauline Heßler die Goldmedaille. Im Einzelwettbewerb belegte sie Platz vier. Ein Jahr später errang sie bei den Titelkämpfen 2018 im schweizerischen Kandersteg mit der Mixed-Mannschaft die Silbermedaille.
Am 14. Dezember 2018 stürzte Ernst beim Continental-Cup-Wettbewerb in Notodden bei der Landung und riss sich das Kreuzband und den Außenmeniskus, womit sie für die gesamte Saison 2018/19 ausfiel. Im Oktober 2020 gab Ernst im Alter von 21 Jahren ihr Karriereende bekannt.
Gianina Krucker studiert aktuell Theologie und arbeitet derzeit (Stand: Januar 2025) bei einem Verein, der Athleten seelsorgerisch begleitet.

## Statistik

### Weltcup-Platzierungen
| Saison  | Platz | Punkte |
| ------- | ----- | ------ |
| 2013/14 | 24.   | 192    |
| 2014/15 | 31.   | 069    |
| 2015/16 | 38.   | 032    |
| 2016/17 | 31.   | 080    |

### Grand-Prix-Platzierungen
| Saison | Platz | Punkte |
| ------ | ----- | ------ |
| 2015   | 32.   | 16     |
| 2017   | 34.   | 16     |

### Continental-Cup-Platzierungen
| Saison  | Platz | Punkte |
| ------- | ----- | ------ |
| 2012/13 | 24.   | 016    |
| 2015/16 | 41.   | 026    |
| 2016/17 | 07.   | 146    |